# 309 (số)
309 (ba trăm linh chín) là một số tự nhiên ngay sau 308 và ngay trước 310.